# Cogollos
Cogollos è un comune spagnolo di 531 abitanti situato nella comunità autonoma di Castiglia e León.